# Borostomias pacificus
Borostomias pacificus är en fiskart som först beskrevs av Imai, 1941.  Borostomias pacificus ingår i släktet Borostomias och familjen Stomiidae. Inga underarter finns listade.